# Joel González
Joel González Bonilla (Figueres, 30 settembre 1989) è un taekwondoka spagnolo.

## Palmarès

### Giochi olimpici
- Oro a Londra 2012 nei 58kg.
- Bronzo a Rio de Janeiro 2016 nei 68kg.

### Mondiali
- Oro a Copenaghen 2009 nei 58kg.
- Oro a Gyeongju 2011 nei 58kg.
- Argento a Chelyabinsk 2015 nei 63kg.

### Europei
- Oro a San Pietroburgo 2010 nei 58kg.
- Oro a Manchester 2012 nei 58kg.
- Bronzo a Montreux 2016 nei 63kg.